# St. Ann Highlands
St. Ann Highlands – jednostka osadnicza w Stanach Zjednoczonych, w stanie Kolorado, w hrabstwie Boulder.